# Президентські вибори в Туркменістані (2017)
Президентські вибори в Туркеністані відбулися 12 лютого 2017 лютого.
| ← 2012 2022 →                                 | | | |
| Президентські вибори у Туркменії 2017         | | | |
| Чергові вибори президента Туркменії 2017 року | | | |
| 12 лютого 2017 року                           | | | |
| Явка                                          | 97,28% | 97,28% | 97,28% |
| Кандидат                                      | Гурбангули Бердимухамедов | | |
| Партія                                        | Демократична партія Туркменістану | | |
| Родом із                                      | Ахалського велаяту | | |
| Голосів                                       | ( 97,69% ) | | |
|                                               | | | |
| Інші кандидати                                | Максат Аннанепесов (1,02 %)Бекмират Аталієв (0,36 %)Сердар Джелілов (0,25 %)Джуманазар Аннаєв (0,21 %)Меретдурди Гурбанов (0,17 %)Рамазан Дурдієв (0,15 %)Сулейманнепес Нурнепесов (0,09%)Дурдигилич Оразов (0,06%) | Максат Аннанепесов (1,02 %)Бекмират Аталієв (0,36 %)Сердар Джелілов (0,25 %)Джуманазар Аннаєв (0,21 %)Меретдурди Гурбанов (0,17 %)Рамазан Дурдієв (0,15 %)Сулейманнепес Нурнепесов (0,09%)Дурдигилич Оразов (0,06%) | Максат Аннанепесов (1,02 %)Бекмират Аталієв (0,36 %)Сердар Джелілов (0,25 %)Джуманазар Аннаєв (0,21 %)Меретдурди Гурбанов (0,17 %)Рамазан Дурдієв (0,15 %)Сулейманнепес Нурнепесов (0,09%)Дурдигилич Оразов (0,06%) |
| Результат виборів                             | Чинний президент Гурбангули Бердимухамедов від правлячої партії переважною більшістю голосів переобраний на третій поспіль президентський термін, що становить сім років.                                           | Чинний президент Гурбангули Бердимухамедов від правлячої партії переважною більшістю голосів переобраний на третій поспіль президентський термін, що становить сім років.                                           | Чинний президент Гурбангули Бердимухамедов від правлячої партії переважною більшістю голосів переобраний на третій поспіль президентський термін, що становить сім років.                                           |

Гурбангули Бердимухамедов був переобраний на третій поспіль президентський термін, що становить сім років.